# Fredrika Bremer
Fredrika Bremer (Åbo, 17 agosto 1801 – Årsta, 31 dicembre 1865) è stata una scrittrice e attivista svedese.
Ha avuto una grande influenza in Svezia nei dibattiti sociali, sulla questione dei diritti delle donne. 

## Biografia
Fredrika Bremer nacque ad Åbo - allora una provincia svedese, una città ora conosciuta come Turku perché in Finlandia - ma la sua famiglia si trasferì a Stoccolma quando aveva solo tre anni; trascorse la sua giovinezza tra la città e il vicino castello di Årsta. Suo padre, Karl Fredrik Bremer (1770 - 1830), è descritto come un tiranno, e sua madre Birgitta Charlotta Hollström come una persona mondana. Nonostante le pressioni della sua famiglia, non si sposò mai. Tra il 1821 e il 1822, viaggiò in Europa. 
Tra il 1828 e il 1831, pubblicò anonimamente una serie di romanzi, storie romantiche ambientate nell'epoca e che ruotavano attorno all'indipendenza delle donne. Negli anni Quaranta del XIX secolo aveva già ottenuto un riconoscimento nella vita culturale svedese e le sue opere furono tradotte in diverse lingue. Classificata come liberale sulla scena politica, esprime tuttavia simpatia per il movimento operaio socialista britannico. 
Nel 1856 scrisse il suo romanzo Hertha, il suo lavoro più influente. È un romanzo nero sulla mancanza di libertà delle donne, che porta nel 1858 a una legge sulla maggiore età e l'età minima per il matrimonio. L'anno seguente, Sophie Adlersparre fondò il giornale Tidskrift för hemmet direttamente ispirato al romanzo; fu l'inizio per Adlersparre del suo lavoro nell'organizzazione del movimento femminista svedese. 
Durante le riforme del 1862, Bremer ottenne il diritto di voto delle donne per le elezioni comunali. Tra il 1849 e il 1851, viaggiò negli Stati Uniti e a Cuba, ma si dichiarò "delusa" da quella "terra promessa", in particolare a causa della schiavitù. È considerata la prima autrice ad aver scritto sul Vangelo. Visitò anche la Svizzera, l'Italia, la Palestina e la Grecia tra il 1856 e il 1861 e scrisse i resoconti dei suoi viaggi. 
Morì nel suo castello di Årsta nel 1865.

## Opere
In lingua inglese e svedese

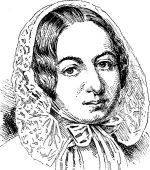
Fredrika Bremer

- Sketches of Everyday Life (Teckningar utur vardagslivet; 3 vol., 1828–31)
- New Sketches of Everyday Life (Nya teckningar utur vardagslivet; 10 vol., 1834–58)
- Thrall (Trälinnan; 1840)
- Morning Watches (Morgon-väckter; 1842)
- Life in Sweden.  The President's Daughters, tradotto in inglese da Mary Howitt.  New York: Harper & Brothers, 1843.
- The Home or Family Cares and Family Joys, tradotto in inglese da Mary Howitt. New York: Harper & Brothers, 1844.
- The H___ Family: Tralinnan; Axel and Anna; and Other Tales, tradotto in inglese da Mary Howitt.  New York: Harper & Brothers, 1844.
- Life in Dalecarlia: The Parsonage of Mora, tradotto in inglese da Mary Howitt. New York: Harper & Brothers, 1845.
- A Few Leaves from the Banks of the Rhine (Ett par blad ifrån Rhenstranden, eller Marienberg och Kaiserswerth 1846; 1848)
- Brothers and Sisters: A Tale of Domestic Life tradotto in inglese da Mary Howitt a partire da un inedito. New York: Harper & Brothers, 1848.
- The Neighbors tradotto in inglese da Mary Howitt. New York: Harper & Brothers, 1848.
- Midsummer Journey: A Pilgrimage (Midsommarresan: en vallfart; 1848)
- Life in the North (Lif i Norden; 1849)
- An Easter Offering tradotto in inglese da Mary Howitt a partire da un inedito. New York: Harper & Brothers, 1850.
- Homes in the New World (Hemmen i den nya världen : en dagbok i brev, skrivna under tvenne års resor i Norra Amerika och på Cuba; 2 vol. 1853–1854)
- The Midnight Sun: A Pilgrimage tradotto in inglese da Mary Howitt a partire da un inedito.  New York: Harper & Brothers, 1855.
- "On the Novel as the Epic of Our Time" ("Om romanen såsom vår tids epos")
- Life in the Old World (Livet i Gamla Världen : dagboks-anteckningar under resor i Söder- och Österland; 6 vol. 1860–1862)
- A Little Pilgrimage in the Holy Land (Liten pilgrims resa i det heliga landet : förra afdelningen : öfversigt af land och folk, Karmel, Nazareth, Cana, Genesareth, Tabor; 1865)
- England in the Fall of 1851 (England om hösten år 1851; 1922)